# Bahnhof Venezia Mestre
Der Bahnhof Venezia Mestre ist neben dem Bahnhof Venezia Santa Lucia einer der beiden Hauptbahnhöfe Venedigs. Er gehört zu den 13 größten Bahnhöfen Italiens und wird von der FS-Tochter Grandi Stazioni S.p.A. verwaltet. Er liegt in dem auf dem Festland gelegenen Stadtteil Mestre.

## Geschichte
Der Bahnhof wurde 1842 als Station der Bahnstrecke Mailand–Venedig eröffnet. Sie endete im anschließenden Bahnhof Porto Marghera. 1846 erfolgte dann die Verlängerung der Eisenbahnbrücke Venedig zum Bahnhof Santa Lucia auf der Hauptinsel. Mit der Eröffnung der Strecke nach Triest im Jahr 1879 wurde Mestre zum Bahnknotenpunkt ausgebaut.
Von 2008 bis 2012 wurde der Bahnhof zwecks Vorbereitung auf neue Schnellfahrstrecken nach Padua und Verona umfassenden Umbaumaßnahmen unterzogen, unter anderem wurde die Gleisanzahl von 9 auf 13 erhöht.

## Bedeutung
Der Bahnhof ist der größte Eisenbahnknotenpunkt Ostitaliens, dessen 13 Gleise täglich von 500 Zügen und 82.000 Reisenden frequentiert werden. Damit liegen die Zahlen leicht höher als beim Bahnhof Santa Lucia. Er wird von allen Fernverkehrszügen bedient und ist der zentrale Regionalverkehrsknoten Venetiens.
Seit April 2012 wird er auch von der Trenitalia-Konkurrenz Nuovo Trasporto Viaggiatori mit deren Hochgeschwindigkeitszügen Italo bedient, welche ihre Relation Venezia Santa Lucia–Roma Ostiense auch in Mestre anhalten lässt.

## Aufbau
Der Bahnhof dient nur den Zügen von/nach Santa Lucia als Durchgangsbahnhof; Züge der Relationen Verona–Triest bzw. Verona–Udine müssen Kopf machen.
Im Zuge der Umbaumaßnahmen wird die Entflechtung der Linien vor den Bahnhof verschoben und mittels Überwerfungen ermöglicht, so dass die Bahnsteige nun nach Richtungen aufgeteilt sind:
- Gleise 1 und 2: Züge von und nach Triest
- Gleise 3 und 4: Züge von und nach Udine
- Gleise 5 und 6: Züge von und zur Schnellfahrstrecke Mestre–Padua
- Gleise 7 und 8: alle in Mestre endenden bzw. beginnenden Züge
- Gleise 9, 10, 11: Züge von und zur Altstrecke von/nach Padua
- Gleise 12 und 13: Züge von und nach Adria bzw. Trient

Für den Verkehr nach Santa Lucia sind alle Gleise mit Ausnahme der Gleise 7 und 8 nutzbar, welche in Mestre endenden oder abfahrenden Zügen vorbehalten sind.

## Betrieb

### Nahverkehr
Täglich in der Zeit zwischen 5 Uhr morgens und 1 Uhr nachts fahren Nahverkehrszüge der FS-Tochter Trenitalia am Festlandsbahnhof Mestre in verschiedene Richtungen ab. Hier wird mittlerweile ebenfalls unterschieden zwischen RV für Regionale Veloce (Regionalexpress) und R für Regionale (Regionalbahn). Von Ausflügen in Venedig an die Urlaubsorte der nordöstlichen Adriaküste Lignano, Bibione, Caorle und Jesolo gelangen Fahrgäste meist im Stundentakt. Für Reiseankünfte oder -abfahrten im Fernverkehr sollte aus Gründen des Zeitvorteils der Knotenpunkt Udine überlegt werden. 
| Zuggattung Linie | Strecke | Fahrzeugmaterial | Taktfrequenz        | Betreiber  |
| ---------------- | --- | ---------------- | ------------------- | ---------- |
| R                | Venedig Santa Lucia – Venedig Porto Marghera – Venedig Mestre – Venedig Mestre Ospedale – Mogliano Veneto – Preganziol – San Trovaso – Treviso – Lancenigo – Spresiano – Susegnana – Conegliano – Pianzano – Orsago – Sacile – Fontanafredda – Pordenone – Cusano – Casarsa – Codroipo – Basiliano – Udine – Buttrio – Manzano – San Giovanni al Natisone – Cormons – Görz – Sagrado – Ronchi dei Legionari Nord – Monfalcone – Sistiana-Visogliano – Bivio d'Aurisina – Miramare – Triest |                  |                     | Trenitalia |
| R                | Venedig Santa Lucia – Venedig Porto Marghera – Venedig Mestre – Venedig Mestre Ospedale – Mogliano Veneto – Preganziol – San Trovaso – Treviso – Conegliano – Soffratta – Vittorio Veneto – San Croce del Lago – Stazione per l'Alpago – Ponte Nelle Alpi-Polpet – Belluno |                  |                     | Trenitalia |
| R                | Venedig Santa Lucia – Venedig Porto Marghera – Venedig Mestre – Venedig Carpenedo – Gaggio Porta Ost – Quarto d'Altino – Meolo – Fossalta di Piave – San Donà di Piave-Jesolo – Ceggia – San Stino di Livenza – Lison – Portogruaro-Caorle |                  |                     | Trenitalia |
| R                | Venedig Santa Lucia – Venedig Porto Marghera – Venedig Mestre – Spinea – Maerne di Montellago – Salzano-Robegano – Noale-Scorze ( – Trebaseleghe ) – Piambino Dese ( – Resana ) – Castelfranco Veneto – Castello di Godego ( – Cassola ) – Bassano del Grappa |                  |                     | Trenitalia |
| R                | Venedig Santa Lucia – Venedig Porto Marghera – Venedig Mestre – Mira-Mirano – Dolo – Vigonza-Pianiga – Busa di Vigonza – Padua – Mestrino – Grisignano di Zocco – Lerino – Vicenza – Altavilla-Tavernelle – Montebello – Lonigo – San Bonifacio – Caldiero – San Martino Buonalbergo – Verona Porta Vescovo – Verona – Castelnuovo del Garda – Peschiera del Garda – Desenzano del Garda-Sirmione – Lonato – Ponte San Marco-Calcinato – Brescia                                           |                  |                     | Trenitalia |
| R                | Venedig Santa Lucia – Venedig Porto Marghera – Venedig Mestre – Mira-Mirano – Dolo – Vigonza-Pianiga – Busa di Vigonza – Padua – Abano Therme – Therme Euganee-Abano-Montegrotto – Battaglia Therme – Monselice – San Elena-Este – Stanghella – Rovigo – Arqua – Polesella – Canaro – Occhiobello – Pontelagoscura – Ferrara |                  |                     | Trenitalia |
| R                | Venedig Mestre – Mira-Mirano – Dolo – Vigonza-Pianiga – Busa di Vigonza – Padua – Abano Therme – Therme Euganee-Abano-Montegrotto – Battaglia Therme – Monselice – Este – Ospedaletto Euganeo – Saletto – Montagnana – Bevilacqua – Boschi San Anna – Legnano – Cerea – Sanguinetto – Nogara – Bonferraro – Castel d'Ario – Gazzo di Bigarello – Montava Frassine – Montava |                  | 3 Zugpaare werktags | Trenitalia |
| RV               | Venedig Santa Lucia – Venedig Mestre – Padua – Therme Euganee-Abano-Montegrotto – Monselice – Rovigo – Ferrara – San Pietro in Casale – Bologna |                  |                     | Trenitalia |
| RV               | Venedig Santa Lucia – Venedig Mestre – Padua – Vicenza – San Bonifacio – Verona Porta Vescovo – Verona |                  |                     | Trenitalia |
| RV               | Venedig Santa Lucia – Venedig Mestre – Quarto d'Altino – San Donà di Piave-Jesolo – San Stino di Livenza – Portogruaro-Caorle – Latisana-Lignano-Bibione – San Giorgio di Nogaro – Cervignano-Aquileia-Grado – Flughafen Triest – Monfalcone – Triest |                  |                     | Trenitalia |
| RV               | Venedig Santa Lucia – Venedig Mestre – Mogliano Veneto ( – Preganziol ) – Treviso ( – Spresiano ) – Conegliano – Sacile – Pordenone – Casarsa – Codroipo – Udine – Cormons – Görz – Sagrado – Monfalcone – Triest |                  |                     | Trenitalia |

### Fernverkehr
Zwischen 5 Uhr und 22 Uhr fahren im Festlandsbahnhof Mestre Züge im Fernverkehr von der Trenitalia sowie von Kooperationen von Österreichischen Bundesbahnen mit der Deutschen Bahn und von Trenitalia mit den Schweizerischen Bundesbahnen. Hier verkehren nicht nur Züge vom und zum Insel- und Kopfbahnhof Venecia Santa Lucia. Er dient auch als Durchgangsbahnhof für die Züge zwischen Triest und Udine. Seit April 2012 wird er auch von der Trenitalia-Konkurrenz Nuovo Trasporto Viaggiatori mit deren Hochgeschwindigkeitszügen Italo bedient, welche ihre Züge Venezia Santa Lucia–Roma Ostiense auch in Mestre halten lässt. Die NTV veröffentlicht ihre Fahrpläne nicht in den Reiseinformationssystemen anderer Bahnen.
| Zuggattung Linie | Strecke | Strecke | Fahrzeugmaterial                                | Taktfrequenz                                    | Betreiber       |
| ---------------- | --- | --- | ----------------------------------------------- | ----------------------------------------------- | --------------- |
| FR AV            | Venedig Santa Lucia – Venedig Mestre – Padua – Ferrara / Rovigo – Bologna – Florenz – Rom Tiburtina – Rom Termini | – Fiumicino Flughafen | Frecciarossa                                    | Stundentakt mit 1 Taktlücke                     | Trenitalia      |
| FR AV            | Venedig Santa Lucia – Venedig Mestre – Padua – Ferrara / Rovigo – Bologna – Florenz – Rom Tiburtina – Rom Termini | ( – Neapel Afragola) – Neapel | Frecciarossa                                    | Stundentakt mit 1 Taktlücke                     | Trenitalia      |
| FR AV            | Venedig Santa Lucia – Venedig Mestre – Padua – Ferrara / Rovigo – Bologna – Florenz – Rom Tiburtina – Rom Termini | – Neapel – Salerno | Frecciarossa                                    | Stundentakt mit 1 Taktlücke                     | Trenitalia      |
| FR AV            | Venedig Santa Lucia – Venedig Mestre – Padua – Ferrara / Rovigo – Bologna – Florenz – Rom Tiburtina – Rom Termini | – Neapel Afragola – Salerno – Paola – Lamezia Therme – Vibo Valentia Pizzo – Rosarno – Villa San Giovanni – Reggio di Calabria | Frecciarossa                                    | Stundentakt mit 1 Taktlücke                     | Trenitalia      |
| FR AV            | Venedig Santa Lucia – Venedig Mestre – Padua – Vicenza – Verona – Peschiera del Garda / Desenzano del Garda/Sirmione – Brescia – Mailand | – Mailand Porta Garibaldi – Rho-Fiera Mailand – Turin Porta Susa – Turin Porta Nuova | Frecciarossa                                    | Stundentakt mit 3 Taktlücken                    | Trenitalia      |
| FR AV            | Venedig Santa Lucia – Venedig Mestre – Padua – Vicenza – Verona – Peschiera del Garda / Desenzano del Garda/Sirmione – Brescia – Mailand | – Mailand Rogoredo – Pavia – Genua Piazza Principe – Genua Brignole | Frecciarossa                                    | Stundentakt mit 3 Taktlücken                    | Trenitalia      |
| FR AV            | Venedig Santa Lucia – Venedig Mestre – Padua – Rovigo – Ferrara – Bologna – Rimini – Pesaro – Ancona – Pescara – Termoli – Foggia – Barletta – Bari – Brindisi – Lecce | Venedig Santa Lucia – Venedig Mestre – Padua – Rovigo – Ferrara – Bologna – Rimini – Pesaro – Ancona – Pescara – Termoli – Foggia – Barletta – Bari – Brindisi – Lecce | Frecciarossa                                    | zwei Zugpaare                                   | Trenitalia      |
| FR AV            | Udine – Pordenone – Conegliano – Treviso – Venedig Mestre – Padua – Rovigo – Bologna – Florenz – Rom Tiburtina – Rom Termini – Neapel | Udine – Pordenone – Conegliano – Treviso – Venedig Mestre – Padua – Rovigo – Bologna – Florenz – Rom Tiburtina – Rom Termini – Neapel | Frecciarossa                                    | ein Zugpaar                                     | Trenitalia      |
| FR AV            | Udine – Pordenone – Conegliano – Treviso | – Venedig Mestre – Padua – Vicenza – Verona – Peschiera del Garda – Brescia – Mailand | Frecciarossa                                    | ein Zugpaar                                     | Trenitalia      |
| FR AV            | Triest – Monfalcone – Triest Flughafen – Cervignano-Aquileia-Grado – Latisana-Lignano-Bibione – Portogruaro-Caorle – San Donà di Piave-Jesolo | – Venedig Mestre – Padua – Vicenza – Verona – Peschiera del Garda – Brescia – Mailand | Frecciarossa                                    | ein Zugpaar                                     | Trenitalia      |
| FR AV            | Triest ←- Monfalcone ←- Triest Flughafen ←- Cervignano-Aquileia-Grado ←- Latisana-Lignano-Bibione ←- Venedig Mestre ←- Verona ←- Brescia ←- Mailand Porta Garibaldi ←- Rho-Fiera Mailand ←- Turin Porta Susa ←- Turin Porta Nuova | Triest ←- Monfalcone ←- Triest Flughafen ←- Cervignano-Aquileia-Grado ←- Latisana-Lignano-Bibione ←- Venedig Mestre ←- Verona ←- Brescia ←- Mailand Porta Garibaldi ←- Rho-Fiera Mailand ←- Turin Porta Susa ←- Turin Porta Nuova | Frecciarossa                                    | einzelner Zug                                   | Trenitalia      |
| FA AV            | Triest – Triest Flughafen – Venedig Mestre – Padua – Bologna – Rom Tiburtina – Rom Termini | Triest – Triest Flughafen – Venedig Mestre – Padua – Bologna – Rom Tiburtina – Rom Termini | Frecciargento                                   | ein Zugpaar                                     | Trenitalia      |
| .italo AV        | Venedig Santa Lucia – Venedig Mestre – Padua – Rovigo / Ferrara – Bologna – Florenz – Rom Tiburtina – Rom Termini (( – Neapel Afragola / – Aversa ) – Neapel – Salerno ) | Venedig Santa Lucia – Venedig Mestre – Padua – Rovigo / Ferrara – Bologna – Florenz – Rom Tiburtina – Rom Termini (( – Neapel Afragola / – Aversa ) – Neapel – Salerno ) | NTV ETR 675, Alstom ETR 575                     | 9 Zugpaare                                      | NTV             |
| .italo AV        | Venedig Santa Lucia – Venedig Mestre – Padua – Vicenza – Verona – Peschiera del Garda / Desenzano del Garda/Sirmione – Brescia – Mailand | Venedig Santa Lucia – Venedig Mestre – Padua – Vicenza – Verona – Peschiera del Garda / Desenzano del Garda/Sirmione – Brescia – Mailand | NTV ETR 675, Alstom ETR 575                     | 5–6 Zugpaare                                    | NTV             |
| EC/RJ 89         | Venedig Santa Lucia – Venedig Mestre – Padua – Vicenza – Verona – Rovereto – Trient – Bozen – Brixen – Brenner – Innsbruck – Jenbach – Wörgl – Kufstein – Rosenheim – München Ost – München | Venedig Santa Lucia – Venedig Mestre – Padua – Vicenza – Verona – Rovereto – Trient – Bozen – Brixen – Brenner – Innsbruck – Jenbach – Wörgl – Kufstein – Rosenheim – München Ost – München | ÖBB 1216 + Eurofima-Wagen zukünftig ÖBB-Railjet | ein Zugpaar (werktags)/ zwei Zugpaare (Sa./So.) | DB, ÖBB         |
| EC               | Venedig Santa Lucia – Venedig Mestre – Padua – Vicenza – Verona – Peschiera del Garda – Brescia – Mailand – | Como – Chiasso – Lugano – Bellinzona – Arth-Goldau – Zug – Zürich | SBB RABe 501                                    | ein Zugpaar                                     | SBB, Trenitalia |
| EC               | Venedig Santa Lucia – Venedig Mestre – Padua – Vicenza – Verona – Peschiera del Garda – Brescia – Mailand – | Gallarate – Domodossola – Brig – (Visp – Siders – ) Sitten – (Martigny – Saint-Maurice – Aigle – ) Montreux – (Vevey – ) Lausanne – (Morges – Nyon – ) Genf ( – Genf Flughafen) | Alstom ETR 610                                  | ein Zugpaar (Mo.–Do.) / (Fr./Sa.)               | SBB, Trenitalia |
| RJ               | Venedig Santa Lucia – Venedig Mestre – Treviso – Conegliano – Pordenone – Udine – Tarvis Boscoverde – Villach – ( Velden – Pörtschach – ) Klagenfurt – St. Veit/Glan – Friesach / Treibach-Althofen – Unzmarkt – Judenburg – Knittelfeld – Leoben – Bruck/Mur – Wiener Neustadt – Wien Meidling – Wien                                                              | Venedig Santa Lucia – Venedig Mestre – Treviso – Conegliano – Pordenone – Udine – Tarvis Boscoverde – Villach – ( Velden – Pörtschach – ) Klagenfurt – St. Veit/Glan – Friesach / Treibach-Althofen – Unzmarkt – Judenburg – Knittelfeld – Leoben – Bruck/Mur – Wiener Neustadt – Wien Meidling – Wien                                                              | Railjet                                         | zwei Zugpaare                                   | ÖBB             |
| IC               | Triest – Monfalcone – Triest Flughafen – Cervignano-Aquileia-Grado – Latisana-Lignano-Bibione – Portogruaro-Caorle – San Donà di Piave-Jesolo – Venedig Mestre – Padua – Therme Euganee-Abano-Montegrotto / Monselice – Rovigo – Ferrara – Bologna – Prato – Florenz Rifredi – Arezzo – Terontola-Cortona – Chiusi-Chianciano Therme – Orvieto – Orte – Rom Termini | Triest – Monfalcone – Triest Flughafen – Cervignano-Aquileia-Grado – Latisana-Lignano-Bibione – Portogruaro-Caorle – San Donà di Piave-Jesolo – Venedig Mestre – Padua – Therme Euganee-Abano-Montegrotto / Monselice – Rovigo – Ferrara – Bologna – Prato – Florenz Rifredi – Arezzo – Terontola-Cortona – Chiusi-Chianciano Therme – Orvieto – Orte – Rom Termini | IC-Wagen                                        | zwei Zugpaare                                   | Trenitalia      |

### Nachtverkehr
Im Nachtverkehr gelangt man von Mestre per Österreichische Bundesbahn entweder bis nach Wien oder seit Fahrplanjahr 2023 auch bis Stuttgart statt davor nur bis nach München Hauptbahnhof. Die italienische Staatsbahn Trenitalia bringt ihre Fahrgäste von Rom oder Trieste nach Mestre.
| Zuggattung Zugnummer | Strecke | Strecke | Fahrzeugmaterial | Taktfrequenz | Betreiber  |
| -------------------- | --- | --- | ---------------- | ------------ | ---------- |
| NJ 236/237           | Venedig Santa Lucia – Venedig Mestre – Treviso – Conegliano – Pordenone – Udine – Tarvis Boscoverde – Villach – Bischofshofen – Salzburg – | Rosenheim – München Ost – Augsburg – Ulm – Göppingen – Stuttgart | ÖBB Nightjet     | ein Zugpaar  | ÖBB        |
| NJ 40236/40466       | Venedig Santa Lucia – Venedig Mestre – Treviso – Conegliano – Pordenone – Udine – Tarvis Boscoverde – Villach – Bischofshofen – Salzburg – | Attnang-Puchheim – Wels – Linz – Amstetten – St. Pölten – Wien Meidling – Wien | ÖBB Nightjet     | ein Zugpaar  | ÖBB        |
| ICN 774/868          | Rom Termini – ( Chiusi-Chianciano Therme – Terentola-Cortana – Arezzo – / Florenz Campo di Marte – ) Bologna – Ferrara – Rovigo – Monselice – Therme Euganee-Abano-Montegrotto – Padua – Venedig Mestre – Venedig Santa Lucia – Treviso – Conegliano – Sacile – Pordenone – Casarsa – Codroipo – Udine – Gorizia – Monfalcone – Trieste | Rom Termini – ( Chiusi-Chianciano Therme – Terentola-Cortana – Arezzo – / Florenz Campo di Marte – ) Bologna – Ferrara – Rovigo – Monselice – Therme Euganee-Abano-Montegrotto – Padua – Venedig Mestre – Venedig Santa Lucia – Treviso – Conegliano – Sacile – Pordenone – Casarsa – Codroipo – Udine – Gorizia – Monfalcone – Trieste | Intercity Notte  | ein Zugpaar  | Trenitalia |

### Stadtverkehr
Der Bahnhof ist unter anderem über die Straßenbahn Linie T2 der Straßenbahn von Venedig an den Nahverkehr angebunden. Diese wird von der ACTV betrieben. Die Haltestelle ist im Bereich des Bahnhofs Mestre eine unterirdische Station.
| Zuggattung Linie | Strecke | Fahrzeugmaterial | Taktfrequenz   | Taktfrequenz   | Taktfrequenz | Taktfrequenz | Betreiber |
| Zuggattung Linie | Strecke | Fahrzeugmaterial | Wochentags HVZ | Wochentags NVZ | Ferien HVZ   | Ferien NVZ   | Betreiber |
| ---------------- | --- | ---------------- | -------------- | -------------- | ------------ | ------------ | --------- |
| T 2              | Mestre Zentrum (Piazzale Cialdini) A2 / A4 – Olivi – Cappuccina Villa Erizzo – Cappuccina Bembo – Cappuccina Sernaglia – Stazione Mestre FS – Piazzale Giovannacci Ulloa – Lavelli Paolucci – Sant' Antonio Municipio – Piazza Mercato – Rinascita Beccaria – Rinascita Emmer – Rinascita Bottenigo – Salamonio Marghera | STE 4            | 10 min         | 20 min         | 20 min       | 30 min       | ACTV      |